# یوشیمیتسو ۸۹۴۶
سیارک ۸۹۴۶ (به انگلیسی: 8946 Yoshimitsu، نامگذاری:1997CO) هشت هزار و نهصد و چهل و ششمین سیارک کشف شده‌است که در ۱ فوریه ۱۹۹۷ کشف شد.